# 포르티쿠스 아이밀리아
포르티쿠스 아에밀리아(라틴어: Porticus Aemillia →아이밀리아누스의 주랑현관)은 이탈리아 로마에 위치한 고대 로마 시대의 주랑현관 (포르티코)형 건물이다. 당대 가장 큰 규모의 상업건물로서, 티베르강을 통해 도시로 들어오는 물품의 저장창고이자 유통센터의 역할을 했다.

## 역사

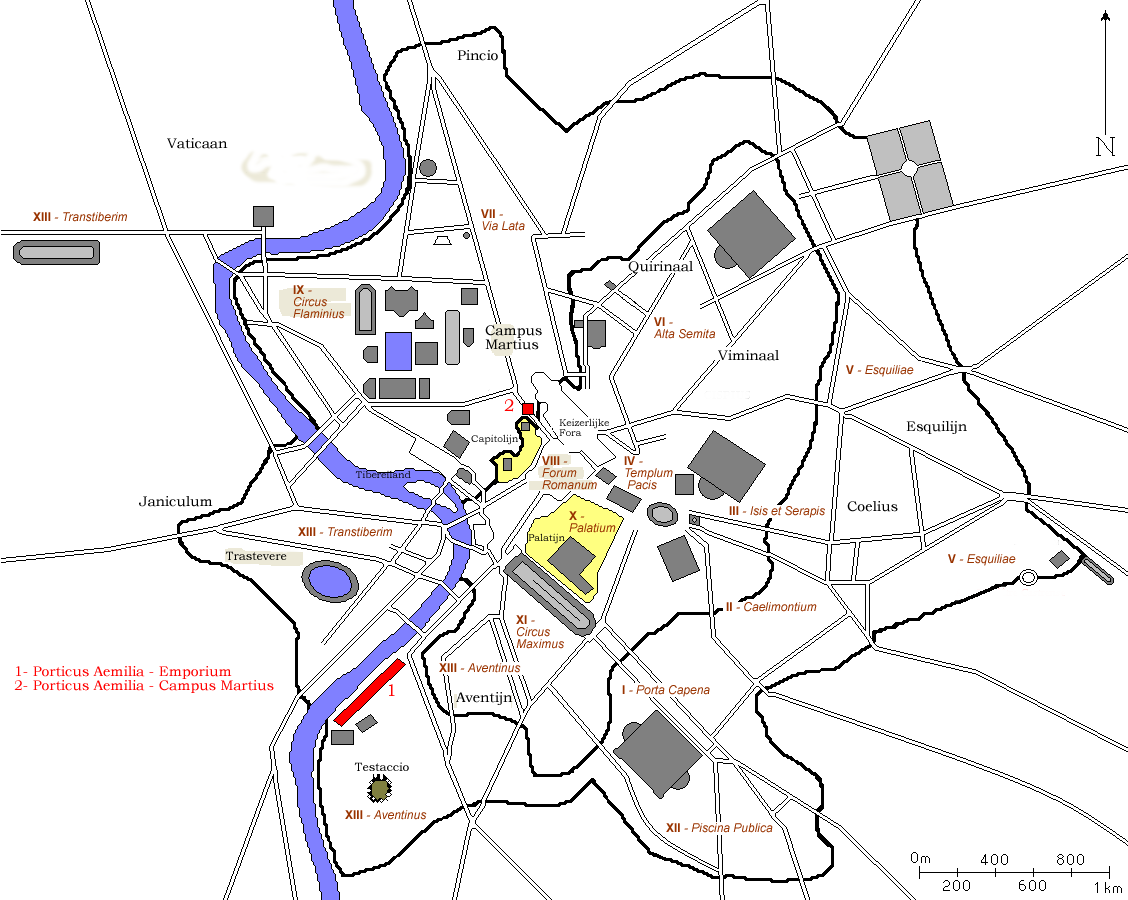
고대 로마 지도에 표시한 포르티코 아이밀리아의 위치 (캄푸스 마르티우스의 동명의 건물과는 다르다)

포르티쿠스 아에밀리아는 기원전 193년 로마의 조영관 (도시 행정과 물품 관직)으로 임명된 마르쿠스 아이밀리우스 레피두스와 루키우스 아이밀리우스 파울루스가 건설하였다. 건물의 명칭은 아이밀리우스에서 따왔으며 아이밀리우스 가문의 명칭도 연관이 있을 것으로 보인다.(Livy, 35.10.12). 이후 기원전 174년 감찰관 퀸투스 풀비우스 플라쿠스와 아울루스 포스투미우스 알비누스가 현관시설을 재건했다는 기록이 있다.(Livy, 41.27.8)
제2차 포에니 전쟁 이후 로마 시가 급격히 성장하면서 포르티쿠스 아에밀리아의 개발도 함께 이루어졌다. 인구와 교역이 성장하면서 포룸 보아리움의 비좁은 공간을 압박해왔고, 로마의 대표적인 무역항이었던 오스티아와 교통로로 이어지는 티베르강의 존재가 중요해졌다. 주랑현관과 교역소는 구제곡물을 비롯한 식료품과 상품의 하역, 보관, 유통을 도모하는 목적에서 함께 운영되었던 것으로 보이며, 그 시기는 6세기까지 계속해서 이어졌다.
포르티쿠스 아에밀리아는 오푸스 인케르툼 공법으로 축조되었으며 티베르강과 평행하게 놓여 있었다. 본 건물은 얇은 직사각형 형태의 거대한 건물로, 길이는 487m, 폭 60m에 294개의 기둥이 7열로 서 있었다. 기둥 사이로 폭 8.30m의 통로 50개를 형성하였으며, 중첩된 아치형 지붕 여러 개가 언덕의 경사면에 맞춰 솟아올라 있어 채광과 환기를 하는 동시에 궂은 날씨로부터 보호해 주었다. 지붕으로 덮인 표면의 면적은 총 25,000m²에 달했다.
건물 자체는 교역소와 티베르강으로부터 약 90m 물러난 위치에 지어졌는데 이는 계절에 따라 홍수로 인한 영향을 누그러뜨리기 위한 것으로 보인다. 트라야누스 대에 이르러 이 공터에 상업시설이 추가로 채워졌으며, 현관 내부의 널찍한 실용공간은 다양한 용도로 활용되었다. 또한 상인들의 요구사항에 맞게 변형되거나 세분화되기도 했다.

## 같이 보기
- 로마의 고대 건축물 목록

### 참고 문헌
- Filippo Coarelli, Guida archeologica di Roma, Verona, Arnoldo Mondadori Editore, 1984.
- Lucos Cozza and Pier Luigi Tucci, Navalia, in Archeologia Classica 57 (2006), pp. 175–202.
- Giovanna Maria Forni, Extra Portam Trigeminam, in Atlante Tematico di Topografia Antica 22 (2012) pp. 35–40.
- Pierre Gros and Mario Torelli, Storia dell'urbanistica. Il mondo romano, Rome-Bari, Laterza, 2007.
- Giovanni Battista Piranesi, Le antichità Romane, T. 4, tav. Tav. XLVIII
- Pier Luigi Tucci, La controversa storia della Porticus Aemilia, in Archeologia Classica 63 (2012), pp. 575–591.
- Francesco P. Arata, Enrico Felici, Porticus Aemilia, navalia o horrea? Ancora sui frammenti 23 e 24 b-d della Forma Urbis, in Archeologia Classica 62, n.s. 1 (2011), pp. 127-153.